# 圍攻伊斯法罕
圍攻伊斯法罕，是發生在1378年帖木兒打敗伊朗莫扎法爾王朝後進行的後續戰役。

## 背景
帖木兒在打敗莫扎法爾王朝後得到設拉子和伊斯法罕兩座重要城市，在1387年帖木兒的軍隊來到伊斯法罕後該城因立即投降得以免於屠城。但後來一些伊斯法罕人抗議被課以重稅殺了帖木兒的稅吏和一些士兵，於是帖木兒重新進攻伊斯法罕。

## 屠殺
在城破後帖木兒命令屠殺該城市民，大概70000人被殺。士兵用當地死者頭顱堆成28座塔。

## 事後
在大屠殺後伊斯法罕人一直保持忠誠，不像在赫拉特，帖木兒沒破壞伊斯法罕的建築物，使它仍作為伊朗重要城市。